# Saison 2008 des Red Sox de Boston
La Saison 2008 des Red Sox de Boston est la 108e saison en ligue majeure pour cette franchise tenante du titre des Séries mondiales. Avec 95 victoires pour 67 défaites, les Red Sox participent aux séries éiminatoires au titre du meilleur deuxième en Ligue américaine. Le parcours est stoppé en Série de Ligue face aux Rays.

## La saison régulière

### Contexte
Les Red Sox restent sur le triomphe de la saison 2007 qui a permis à Boston de célébrer son second titre du XXIe siècle après sa victoire en 2004.

### Classement
| Ligue américaine (Division Est) | V  | D  | %     | GB   |
| ------------------------------- | -- | -- | ----- | ---- |
| Rays de Tampa Bay               | 97 | 65 | 0.599 | --   |
| Red Sox de Boston               | 95 | 67 | 0.586 | 2.0  |
| Yankees de New York             | 89 | 73 | 0.549 | 8.0  |
| Blue Jays de Toronto            | 86 | 76 | 0.531 | 11.0 |
| Orioles de Baltimore            | 68 | 93 | 0.422 | 28.5 |

## Séries éliminatoires

### Série de division
| # | Date        | Adversaire | Score      | Vic.            | Déf.              | Sauv.        | Affluence | Bilan |
| - | ----------- | ---------- | ---------- | --------------- | ----------------- | ------------ | --------- | ----- |
| 1 | 1er octobre | @ Angels   | 4 - 1      | Lester (1-0)    | Lackey (0-1)      | Papelbon (1) | 44 996    | 1-0   |
| 2 | 3 octobre   | @ Angels   | 7 - 5      | Papelbon (1-0)  | F Rodriguez (0-1) |              | 43 354    | 2-0   |
| 3 | 5 octobre   | Angels     | 5 - 4 (12) | Weaver (1-0)    | Lopez (0-1)       |              | 39 067    | 2-1   |
| 4 | 6 octobre   | Angels     | 3 - 2      | Delcarmen (1-0) | Shields (0-1)     |              | 38 785    | 3-1   |

### Série de Ligue
| # | Date       | Adversaire | Score      | Vic.        | Déf.      | Sauv.    | Affluence | Bilan |
| - | ---------- | ---------- | ---------- | ----------- | --------- | -------- | --------- | ----- |
| 1 | 10 octobre | @ Rays     | 2 - 0      | Matsuzaka   | Shields   | Papelbon | 35 001    | 1-0   |
| 2 | 11 octobre | @ Rays     | 9 - 8 (11) | Price       | Timlin    |          | 34 904    | 1-1   |
| 3 | 13 octobre | Rays       | 9 - 1      | Garza       | Lester    |          | 38 301    | 1-2   |
| 4 | 14 octobre | Rays       | 13 - 4     | Sonnanstine | Wakefield |          | 38 133    | 1-3   |
| 5 | 16 octobre | Rays       | 8 - 7      | Masterson   | Howell    |          | 38 437    | 2-3   |
| 6 | 18 octobre | @ Rays     | 4 - 2      | Beckett     | Shields   | Papelbon | 40 947    | 3-3   |
| 7 | 19 octobre | @ Rays     | 3 - 1      | Garza       | Lester    | Price    | 40 473    | 3-4   |

## Statistiques individuelles

### Batteurs
Note: G = Matchs joués; AB = À la batte ; R = Runs inscrits; H = Touchés; 2B = Doubles; 3B = Triples; HR = Home runs; RBI = Runs batted in; AVG = Moyenne à la batte; SB = Stolen bases; Bold indicates leader in category.
| Joueur             | G   | AB   | R   | H    | 2B  | 3B | HR  | RBI | AVG  | SB  |
| ------------------ | --- | ---- | --- | ---- | --- | -- | --- | --- | ---- | --- |
| David Aardsma      | 5   | 1    | 0   | 0    | 0   | 0  | 0   | 0   | .000 | 0   |
| Jeff Bailey        | 27  | 50   | 10  | 14   | 1   | 1  | 2   | 6   | .280 | 0   |
| Jason Bay          | 49  | 184  | 39  | 54   | 12  | 2  | 9   | 37  | .293 | 3   |
| Josh Beckett       | 2   | 6    | 0   | 0    | 0   | 0  | 0   | 0   | .000 | 0   |
| Chris Carter       | 9   | 18   | 5   | 6    | 0   | 0  | 0   | 3   | .333 | 0   |
| Sean Casey         | 69  | 199  | 14  | 64   | 14  | 0  | 0   | 17  | .322 | 1   |
| Kevin Cash         | 61  | 142  | 11  | 32   | 7   | 0  | 3   | 15  | .225 | 0   |
| Bartolo Colón      | 1   | 2    | 0   | 0    | 0   | 0  | 0   | 0   | .000 | 0   |
| Alex Cora          | 75  | 152  | 14  | 41   | 8   | 2  | 0   | 9   | .270 | 1   |
| Coco Crisp         | 118 | 361  | 55  | 102  | 18  | 3  | 7   | 41  | .283 | 20  |
| Manny Delcarmen    | 4   | 0    | 0   | 0    | 0   | 0  | 0   | 0   | .000 | 0   |
| J.D. Drew          | 109 | 368  | 79  | 103  | 23  | 4  | 19  | 64  | .280 | 4   |
| Jacoby Ellsbury    | 145 | 554  | 98  | 155  | 22  | 7  | 9   | 47  | .280 | 50  |
| Craig Hansen       | 4   | 0    | 0   | 0    | 0   | 0  | 0   | 0   | .000 | 0   |
| Mark Kotsay        | 22  | 84   | 6   | 19   | 8   | 1  | 0   | 12  | .226 | 0   |
| George Kottaras    | 3   | 5    | 1   | 1    | 1   | 0  | 0   | 0   | .200 | 0   |
| Jon Lester         | 2   | 5    | 0   | 0    | 0   | 0  | 0   | 0   | .000 | 0   |
| Javier Lopez       | 3   | 1    | 0   | 0    | 0   | 0  | 0   | 0   | .000 | 0   |
| Mike Lowell        | 113 | 419  | 58  | 115  | 27  | 0  | 17  | 73  | .274 | 2   |
| Jed Lowrie         | 81  | 260  | 34  | 67   | 25  | 3  | 2   | 46  | .258 | 1   |
| Julio Lugo         | 82  | 261  | 27  | 70   | 13  | 0  | 1   | 22  | .268 | 1   |
| Justin Masterson   | 2   | 5    | 0   | 0    | 0   | 0  | 0   | 0   | .000 | 0   |
| Daisuke Matsuzaka  | 1   | 2    | 0   | 0    | 0   | 0  | 0   | 0   | .000 | 0   |
| Brandon Moss       | 34  | 78   | 7   | 23   | 5   | 1  | 2   | 11  | .295 | 1   |
| Hideki Okajima     | 5   | 0    | 0   | 0    | 0   | 0  | 0   | 0   | .000 | 0   |
| David Ortiz        | 109 | 416  | 74  | 110  | 30  | 1  | 23  | 89  | .264 | 1   |
| Jonathan Papelbon  | 4   | 0    | 0   | 0    | 0   | 0  | 0   | 0   | .000 | 0   |
| Dustin Pedroia     | 157 | 653  | 118 | 213  | 54  | 2  | 17  | 83  | .326 | 20  |
| Manny Ramirez      | 100 | 365  | 66  | 109  | 22  | 1  | 20  | 68  | .299 | 1   |
| David Ross         | 8   | 8    | 1   | 1    | 0   | 0  | 0   | 0   | .125 | 0   |
| Joe Thurston       | 4   | 8    | 0   | 0    | 0   | 0  | 0   | 0   | .000 | 0   |
| Mike Timlin        | 2   | 0    | 0   | 0    | 0   | 0  | 0   | 0   | .000 | 0   |
| Jonathan Van Every | 11  | 17   | 0   | 4    | 0   | 1  | 0   | 5   | .235 | 0   |
| Jason Varitek      | 131 | 423  | 37  | 93   | 20  | 0  | 13  | 43  | .220 | 0   |
| Gil Velazquez      | 3   | 8    | 0   | 1    | 0   | 0  | 0   | 1   | .125 | 0   |
| Tim Wakefield      | 1   | 3    | 0   | 0    | 0   | 0  | 0   | 0   | .000 | 0   |
| Kevin Youkilis     | 145 | 538  | 91  | 168  | 43  | 4  | 29  | 115 | .312 | 3   |
| Totaux             | 162 | 5596 | 845 | 1565 | 353 | 33 | 173 | 807 | .280 | 120 |

### Lanceurs
Note: W = Wins; L = Losses; ERA = Earned run average; G = Games pitched; GS = Games started; SV = Saves; IP = Innings pitched; R = Runs allowed; ER = Earned runs allowed; BB = Walks allowed; K = Strikeouts
| Joueur            | W  | L  | ERA     | G   | GS  | SV | IP     | R     | ER  | BB    | K    |
| ----------------- | -- | -- | ------- | --- | --- | -- | ------ | ----- | --- | ----- | ---- |
| David Aardsma     | 4  | 2  | 5.55    | 47  | 0   | 0  | 48.2   | 32    | 30  | 35    | 49   |
| Josh Beckett      | 12 | 10 | 4.03    | 27  | 27  | 0  | 174.1  | 80    | 78  | 34[f] | 172  |
| Michael Bowden    | 1  | 0  | 3.60    | 1   | 1   | 0  | 5.0    | 2     | 2   | 1     | 3    |
| Clay Buchholz     | 2  | 9  | 6.75    | 16  | 15  | 0  | 76.0   | 63    | 57  | 41    | 72   |
| Paul Byrd         | 4  | 2  | 4.78    | 8   | 8   | 0  | 49.0   | 26    | 26  | 10    | 26   |
| Bartolo Colón     | 4  | 2  | 3.92    | 7   | 7   | 0  | 39.0   | 23    | 17  | 10    | 27   |
| Bryan Corey       | 0  | 0  | 10.50   | 7   | 0   | 0  | 6.0    | 7     | 7   | 3     | 4    |
| Manny Delcarmen   | 1  | 2  | 3.27    | 73  | 0   | 2  | 74.1   | 28    | 27  | 28    | 72   |
| Devern Hansack    | 1  | 0  | 4.05    | 4   | 0   | 0  | 6.2    | 5     | 3   | 1     | 5    |
| Craig Hansen      | 1  | 3  | 5.58    | 32  | 0   | 2  | 30.2   | 23    | 19  | 23    | 25   |
| Jon Lester        | 16 | 6  | 3.21    | 33  | 33  | 0  | 210.1  | 78    | 75  | 66    | 152  |
| Javier Lopez      | 2  | 0  | 2.43    | 70  | 0   | 0  | 59.1   | 18    | 16  | 27    | 38   |
| Justin Masterson  | 6  | 5  | 3.16    | 36  | 9   | 0  | 88.1   | 31    | 31  | 40    | 68   |
| Daisuke Matsuzaka | 18 | 3  | 2.90[a] | 29  | 29  | 0  | 167.2  | 58[c] | 54  | 94    | 154  |
| Hideki Okajima    | 3  | 2  | 2.61    | 64  | 0   | 1  | 62.0   | 18[d] | 18  | 23    | 60   |
| Jonathan Papelbon | 5  | 4  | 2.34    | 67  | 0   | 41 | 69.1   | 24    | 18  | 8[e]  | 77   |
| David Pauley      | 0  | 1  | 11.68   | 6   | 2   | 0  | 12.1   | 17    | 16  | 5     | 11   |
| Chris Smith       | 1  | 0  | 7.85    | 12  | 0   | 0  | 18.1   | 16    | 16  | 7     | 13   |
| Kyle Snyder       | 0  | 0  | 21.60   | 2   | 0   | 0  | 1.2    | 4     | 4   | 2     | 1    |
| Julian Tavarez    | 0  | 1  | 6.39    | 9   | 0   | 0  | 12.2   | 12    | 9   | 9     | 6    |
| Mike Timlin       | 4  | 4  | 5.66    | 47  | 0   | 1  | 49.1   | 32    | 31  | 20    | 32   |
| Tim Wakefield     | 10 | 11 | 4.13    | 30  | 30  | 0  | 181.0  | 89    | 83  | 60    | 117  |
| Charlie Zink      | 0  | 0  | 16.62   | 1   | 1   | 0  | 4.1    | 8     | 8   | 1     | 1    |
| Totaux            | 95 | 67 | 4.01    | 162 | 162 | 47 | 1446.1 | 694   | 645 | 548   | 1185 |

1. 1 2  Au Tokyo Dome (Japon)
2. 1 2  indicates player led their respectable league in that certain category
3. 1 2  indicates player led all of baseball in that certain category

a Led team in starters ERA
b Led in team ERA
c Allowed fewest runs as a starter for the Red Sox
d Led team in runs allowed.
e Led team in walks allowed.
f Led starters in walks allowed.